# Présentation de la Vierge au Temple (Cima da Conegliano)
La Présentation de la Vierge au Temple est une peinture exécutée par Cima da Conegliano, entre 1496 et 1497. Elle est réalisée à l'huile sur panneau et mesure 105 × 145 cm. Elle est conservée à Dresde, à la Gemäldegalerie Alte Meister.
L'œuvre reprend le thème, apocryphe mais courant dans l'art chrétien, de la présentation de la Vierge Marie au Temple de Jérusalem, au cours de son enfance.